# 三好長光
三好 長光（みよし ながみつ）は、戦国時代の武将。三好之長の三男で、子に三好三人衆の1人である三好長逸がいる。

## 略歴
父や弟の長則、従兄弟の新五郎と共に、永正17年（1520年）5月5日に等持院で細川高国・六角定頼と戦ったが敗北し（等持院の戦い）、5日後の10日に長則と共に投降した。父と新五郎が翌11日に降伏、処刑され、その翌日の12日、長光は長則と共に処刑された。『二水記』に「壮年者」と書かれているが具体的な年齢は不明。
三好之長の三男と四男である三好孫四郎・芥川次郎（二郎）兄弟は、史料によって続柄や実名が入れ替わっている。長江正一はその中で三男・芥河次郎長光、四男・三好孫四郎長則とする『細川両家記』の説を採用していた。それに対し天野忠幸は、三好長逸が子として賛を付した『三好長光画像模本』（京都大学総合博物館所蔵）の存在を指摘し、三男・三好孫四郎長光、四男・芥川二郎長則としている。